# Mesure de Dirac
Une mesure de Dirac (ou masse de Dirac) est une mesure supportée par un singleton et de masse unitaire.
Soient un espace mesurable {\displaystyle (X,{\mathcal {A}})} et {\displaystyle a\in X}. On appelle mesure de Dirac au point {\displaystyle a}, et l'on note {\displaystyle \delta _{a}}, la mesure sur {\displaystyle (X,{\mathcal {A}})} définie par :
{\displaystyle \forall A\in {\mathcal {A}},\ \delta _{a}(A)=1_{A}(a)={\begin{cases}1&{\mbox{si }}a\in A\\0&{\mbox{si }}a\notin A\end{cases}}}
où {\displaystyle 1_{A}} désigne la fonction indicatrice de {\displaystyle A}.
- Le support de {\displaystyle \delta _{a}} est réduit au singleton {\displaystyle \{a\}}.
- {\displaystyle \delta _{a}(X)=1} donc cette mesure est une probabilité sur {\displaystyle (X,{\mathcal {A}})}.